# Амберак (Пуату — Шарант)
Амбера́к (фр. Ambérac) — коммуна во Франции, находится в регионе Пуату — Шаранта. Департамент — Шаранта. Входит в состав кантона Сент-Аман-де-Буакс. Округ коммуны — Ангулем.
Код INSEE коммуны — 16008.
Коммуна расположена приблизительно в 380 км к юго-западу от Парижа, в 85 км южнее Пуатье, в 24 км к северу от Ангулема.

## Население
Население коммуны на 2008 год составляло 316 человек.
| 1962 | 1968 | 1975 | 1982 | 1990 | 2008 |
| ---- | ---- | ---- | ---- | ---- | ---- |
| 313  | 317  | 330  | 361  | 338  | 316  |

## Экономика
В 2007 году среди 177 человек в трудоспособном возрасте (15—64 лет) 130 были экономически активными, 47 — неактивными (показатель активности — 73,4 %, в 1999 году было 67,6 %). Из 130 активных работали 122 человека (66 мужчин и 56 женщин), безработных было 8 (5 мужчин и 3 женщины). Среди 47 неактивных 7 человек были учениками или студентами, 16 — пенсионерами, 24 были неактивными по другим причинам.

## Достопримечательности
- Приходская церковь Сент-Этьен (XII век)
  - Бронзовый колокол (1773 год). Диаметр — 72 см. Исторический памятник с 2004 года[3]
  - Формы для просфор (XIV век). Исторический памятник с 1911 года[4]
  - 4 барельефа: «Благовещение», «Посещение Богородицей святой Елизаветы», «Рождество Христово», «Волхвы» (XII век). Были декоративными элементами старого фасада церкви. Исторический памятник с 1927 года[5]

## Фотогалерея
- Церковь Сент-Этьен
- Мэрия
- Военный мемориал
- Река Шаранта